# Hymne galicien
L'hymne galicien « Os Pinos » a été institué hymne de la Galice comme communauté autonome historique par une loi du 29 mai 1984 (Ley de Símbolos de Galicia). L'hymne galicien apparaît comme le symbole acoustique le plus solennel et transcendantal de la Galice en tant que communauté politique. Issu d'une culture propre et reflet de l'atmosphère culturelle et sociale qui se conforme le long de l'histoire d'une identité singulière.

## Histoire
Il est créé en 1907 à La Havane, fruit, comme le drapeau et l'écusson, de l'émigration.
En 1908 il serait rendu officiel parmi le galleguistes. Dans leur élaboration on conjugue ce qui est la musique de Pascual Veiga et le poème avec les deux premières parties de Queixumes dos pinos d'Eduardo Pondal. Le motif central est très simple : "que la Galice se réveille de son rêve pour entreprendre le chemin vers la liberté".
Le nom de la Galice ne figure nulle part dans le poème, comme il est habituel chez Pondal, et est remplacé par Fogar de Breogán (Foyer de Breogán). On lui demande de se réveiller de son rêve, qu'il n'oublie pas les injures et qu'il écoute la voix de la pinède gazouillant, qui n'est pas autre chose qui le peuple galicien.
Depuis 1907 jusqu'à 1923 l'hymne galicien a été chanté par les régionalistes et grégariens dans leurs actes de rassemblement, et peu à peu il est accepté par beaucoup de gens. Les centralisateurs l'assumeront, finalement, dans la campagne électorale de 1977.
Pendant l'époque précédent la République, on avait interdit tous les symboles régionaux. Alors, les sociétés galiciennes de l'Amérique ont intensifié leur intérêt pour l'expression publique de l'hymne. Avec la IIe république l'amour envers lui s'est intensifié comme expression d'une Région dans l'État Intégral qui avait été constitué.
Pendant la période franquiste, jusqu'à l'étape de politique d'ouverture, il était seulement chanté, au plus, dans des actes culturels et comme une chanson de plus parmi le folklore galicien. Depuis 1960 il commence à être interprété de manière plus explicite, bien qu'en déguisant ses aspects idéologiques.
En 1975, tandis qu'avaient lieu des actes folkloriques pour la festivité de l'Apôtre Saint Jacques, les gens ont commencé à se lever pendant qu'on entonne l'hymne. L'année suivante on a instauré cette coutume de manière définitive dans la Place de la Quintana, ratifiée aussi par les collaborateurs des autorités.
Outre le celtisme et les hellénismes toujours présents dans l'œuvre de Pondal, telle sa capacité à pénétrer les sentiments du peuple et exprimer ses aspirations fondamentales, on permit son succès.

## Os Pinos
Le poème Os Pinos appartient au livre de Queixumes dos Pinos écrit par Eduardo Pondal. Les quatre premières strophes constituent les paroles originales de l'hymne galicien, dont la musique a été composée par Pascual Veiga.
| Texte original de 1890 publié en 1890. "Queixumes dos pinos" Que din os rumorosos Na costa verdecente, Ó rayo trasparente, Do prácido luar...? Que din as altas copas D'escuro arume arpado, Co seu ben compasado, Monótono fungar...? Do teu verdor cingido, É de benígnos astros, Confin dos verdes castros, E valeroso clán, Non dés a esquecemento, Da injuria o rudo encono; Despérta do teu sono, Fogar de Breogán. Os boos e generosos, A nosa voz entenden; E con arroubo atenden, O noso rouco son; Mas, sós os ignorantes, E férridos e duros, Imbéciles e escuros No-nos entenden, non. Os tempos son chegados, Dos bardos das edades, Q'as vosas vaguedades, Cumprido fin terán; Pois donde quer gigante, A nosa voz pregóa, A redenzón da bóa Nazón de Breogán. | Version de 1984, modifié avec les normes du galicien. Que din os rumorosos na costa verdecente, ao raio transparente do prácido luar? Que din as altas copas de escuro arume arpado co seu ben compasado monótono fungar? Do teu verdor cinguido e de benignos astros, confín dos verdes castros e valeroso chan, non des a esquecemento da inxuria o rudo encono; desperta do teu sono fogar de Breogán. Os bos e xenerosos a nosa voz entenden e con arroubo atenden o noso ronco son, mais sóo os iñorantes e féridos e duros, imbéciles e escuros non nos entenden, non. Os tempos son chegados dos bardos das edades que as vosas vaguedades cumprido fin terán; pois, donde quer, xigante a nosa voz pregoa a rendezón da boa nazón de Breogán. |